# Kanton Trouy
Trouy is een kanton van het Franse departement Cher. Het kanton maakt deel uit van de arrondissementen Bourges (13) en Saint-Amand-Montrond (10). Het werd opgericht bij decreet van 21 februari 2014 met uitwerking op 22 maart 2015 met Trouy als hoofdplaats.

## Gemeenten
Het kanton omvatte 24 gemeenten bij zijn oprichting.

Op 1 januari 2019 werd de gemeente Sainte-Lunaise opgeheven en toegevoegd aan de gemeente Corquoy die daarmee het statuut van commune nouvelle kreeg.

Sindsdien omvat het kanton Trouy volgende 23 gemeenten:
- Annoix
- Arçay
- Chambon
- Châteauneuf-sur-Cher
- Chavannes
- Corquoy
- Crézançay-sur-Cher
- Lapan
- Levet
- Lissay-Lochy
- Plaimpied-Givaudins
- Saint-Caprais
- Saint-Just
- Saint-Loup-des-Chaumes
- Saint-Symphorien
- Senneçay
- Serruelles
- Soye-en-Septaine
- Trouy
- Uzay-le-Venon
- Vallenay
- Venesmes
- Vorly